# Telephanus flohri
Telephanus flohri es una especie de coleóptero de la familia Silvanidae.

## Distribución geográfica
Habita en México.